# Treize à table
Pour les articles homonymes, voir Treize à table (homonymie).
Pour le film d'André Hunebelle, voir Treize à table (film).
Treize à table est une pièce de théâtre de Marc-Gilbert Sauvajon représentée pour la première fois en 1953. Elle a été diffusée pour la première fois le 25 mai 1967 sur la première chaîne de l'ORTF. Une adaptation au cinéma avait été réalisée en 1955 par André Hunebelle.

## Argument
Antoine et Madeleine préparent le réveillon de Noël pour leurs invités. Ce réveillon doit être un excellent moment quand la superstitieuse Madeleine s'aperçoit qu'ils seront treize à table. Dès lors, Madeleine s'évertue à trouver un quatorzième invité ou à en décommander un, en l'occurrence un certain Dupaillon qui éprouve toutes les difficultés à les rejoindre. Entretemps, les invités arrivent, patientent, se retirent. Au grand dam de Madeleine, le risque d'être  " treize à table " demeure. Aussi, en fonction des circonstances, s'évertue-t-elle à encourager ou à décourager l'infortuné Dupaillon.
Entretemps débarque une certaine Consuella, une sud-américaine voulant se venger d'Antoine pour l'avoir abandonnée autrefois…

## Fiche technique
- Auteur : Marc-Gilbert Sauvajon
- Réalisation : Pierre Sabbagh
- Mise en scène : Marc-Gilbert Sauvajon
- Décors : Roger Harth
- Costumes : Donald Cardwell
- Directeur de la photographie : Lucien Billard
- Script : Yvette Boussard
- Script assistant : Guy Mauplot
- Date et lieu d'enregistrement : 18 février 1967 au théâtre Marigny avec Simone Renant et Robert Manuel
- Date et lieu d'enregistrement : 1984 au théâtre Édouard VII avec Marthe Mercadier et René Camoin
- Date et lieu d'enregistrement : 19 décembre 2020 au théâtre Saint-Georges avec Virginie Hocq et Pierre Palmade

## Distribution
Distribution de 1967 :
- Simone Renant : Madeleine Villardier
- Robert Manuel : Antoine Villardier
- Ginette Baudin : Consuella Koukouwsko / Dolorès
- Brigitte Auber : Véronique Chambon
- Roland Armontel : Le docteur Peloursat
- Max Desrau : Frédéric
- Jacques Verlier : Jean-Charles Chambon
- Edward Sanderson : Dupaillon (le treizième invité)

Distribution de 1984 :
- Marthe Mercadier : Madeleine Villardier
- René Camoin : Antoine Villardier
- Anne Wartel : Consuella Koukouwsko/ Dolorès
- Nicole Van Norden : Véronique Chambon
- Gérard Pichon : Le docteur Peloursat
- Jean-Claude Weibel : Frédéric
- Claude Leblond : Jean-Charles Chambon
- André Bourges : Dupaillon (le treizième invité)

Distribution de 2020 :
- Virginie Hocq : Madeleine Villardier
- Pierre Palmade : Antoine Villardier
- Sandra De Jesus : Consuella Koukouwsko / Dolorès
- Agnès Miguras : Véronique Chambon
- Christophe Canard : Le docteur Peloursat
- Benjamin Gauthier : Frédéric
- Joffrey Platel : Jean-Charles Chambon
- Nicolas Lumbreras : Dupaillon (le treizième invité)